# توماس فرازير (سياسي)
توماس فرازير (بالإنجليزية: Thomas Fraser)‏ هو سياسي نيوزلندي، ولد في 1808، وتوفي في 24 يونيو 1891. انتخب عضو مجلس النواب نيوزيلندا.